# 平台路徑控制器

技嘉科技製造的一片H87 microATX主機板，現在僅餘下一枚PCH（圖中左下角），再沒有獨立的北橋

平台路徑控制器（英語：Platform Controller Hub，PCH）是英特尔於2008年起所推出的一系列晶片組，取代以往的I/O路徑控制器（I/O Controller Hub，缩写ICH）。

## 歷史

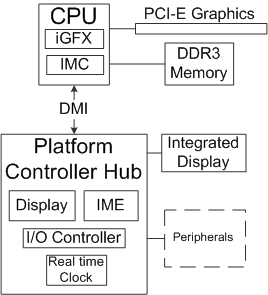
Platform Controller Hub Based Chipset Architecture Block Diagram

在PCH出現之前，主板通常有兩塊主要的晶片組——南橋和北橋。南橋主要負責低速的I/O，例如SATA、USB和LAN；北橋負責較高速的PCI-E和RAM的讀取。近年的處理器頻率不斷上升，但前端匯流排（FSB，即處理器連接北橋的通道）頻寬一直沒有改變而遇到了瓶頸，PCH的設計即是設計來解決這個問題。
它重新分配各項I/O功能，把記憶體控制器、核芯顯卡、高速PCI-E控制器整合至處理器，PCH負責原來南橋的一些功能集。處理器和PCH由DMI（Direct Media Interface）連接，DMI也是原來北橋和南橋的連接方法。
大部分Intel ULV處理器都整合了PCH。
PCH架構取代了英特爾之前的Hub架構（Hub Architecture），其設計解決了處理器與主機板之間最終存在的性能瓶頸問題。隨著時間的推移，CPU的速度不斷提高，但前端匯流排（FSB）（CPU與主板之間的連接）的頻寬卻沒有提高，從而導致性能瓶頸的出現 。
在Hub架構下，一片主板會有兩塊晶片組，包括北橋晶片和南橋晶片。為了解決這個瓶頸，傳統的北橋和南橋晶片集的幾個功能被重新安排。現在北橋及其功能被完全取消了。記憶體控制器、用於擴展卡的PCI Express通道和其他北橋功能現在作為系統代理(Intel)或作為I/O晶片(AMD Zen 2)封裝在CPU晶片中。
然後，PCH除了納入南橋的所有功能外，還納入了北橋剩餘的一些功能（如時鐘），取而代之。系統時鐘以前是一種連接，現在被納入PCH。PCH和CPU之間存在兩種不同的連接。彈性顯示介面（Flexible Display Interface ，FDI）和直接媒體介面（Direct Media Interface，DMI）。FDI僅在晶片集需要支持整合圖形的處理器時才會使用。從Nehalem處理器和5系列晶片組（Intel 5 Series）開始，英特爾管理引擎也被移到了PCH上。而AMD的晶片集則使用了多條PCIe通道與CPU連接，同時也提供了自己的PCIe通道，這些通道也是由處理器本身提供的。
隨著北橋功能整合到CPU上，現在晶片集所需的大部分頻寬都得到了緩解。
這種風格從Nehalem開始，在可預見的未來，通過Cannon Lake將繼續保持。

### 逐步淘汰
從超低功耗的Broadwells開始，一直到移動Skylake處理器，英特爾將時鐘、PCI控制器和南橋IO控制器整合到CPU封裝中，取消了PCH，採用2個晶片的系統級封裝（System in Package，SiP）設計；一個晶片比另一個大，小的晶片是PCH。 SiP不採用DMI，而是直接露出了PCIe通道，以及來自整合控制器的SATA、USB和HDA線路，以及用於感測器的SPI/I²C/UART/GPIO線路。與PCH兼容的CPU一樣，它們繼續露出DisplayPort、RAM和SMBus線路。不過，在Cannon Lake之前，完全整合的電壓調節模組（Voltage Regulator Module，VRM）將缺席。

## 功能
Intel CPU可以直接存取RAM和高速PCIe（如顯示卡），以及經過DMI連接PCH。
PCH則連接其他I/O設備，例如：音效卡、SATA、USB、NVMe和LAN。其中，SATA用來連接硬碟和光碟機。